# Странный Томас (роман)
«Странный Томас» (англ. Odd Thomas) — роман американского писателя Дина Кунца, выпущенный им в 2003 году. Входит в одноимённый книжный цикл.

## Сюжет
Главный герой — двадцатилетний парень по имени Одд Томас живёт в вымышленном городке Пико-Мундо в Калифорнии, работая на гриле в местной забегаловке. Одд обладает необычным даром: он может видеть призраков и невербально (призраки неспособны разговаривать) взаимодействовать с ними; помимо этого, парню свойственен так называемый «психический магнетизм» — способность находить того или иного человека, держа в уме его имя и бродя по городу в случайном направлении (также этот дар проявляет себя в качестве экстраординарной интуиции, работая подсознательно). Призраки часто обращаются к Одду за помощью, как правило — чтобы тот выследил их убийц. Из живых же о даре молодого человека знают лишь наиболее близкие друзья: это его девушка Сторми Ллевелин, шеф городской полиции Уайатт Портер, его жена Карла, начальница Одда Терри Стейнбаум и местный эксцентричный писатель П. Освальд Бун, более известный как «Оззи». Портер часто сотрудничает с Томасом, чтобы раскрыть те или иные дела, и прикрывает того, сочиняя более правдоподобные версии выхода на преступника. Также, помимо обычных призраков, Одд время от времени наблюдает неких «бодохов» — зловещие полупрозрачные бесформенные фигуры, вьющиеся у мест, где должна совершиться насильственная смерть, либо вокруг людей, так или иначе причастных к грядущей трагедии; бодохи также никак не взаимодействуют с физическим миром, однако Одд старается не подавать виду, что знает о присутствии этих духов, так как в детстве на его глазах под колёсами грузовика погиб шестилетний мальчик, что и рассказал ему о бодохах, так что Одд подозревает, что, заметив интерес с его стороны, те всё же смогут навредить ему, в том числе и убить.

Последние три года Томасу периодически снятся сны об убитых сотрудниках боулинг-центра. Проснувшись после очередного такого сна утром 14 августа, Одд видит в своей комнате дух недавно убитой девочки Пенни Калисто, которая выводит его на своего убийцу, проезжавшего неподалёку автомеханика Харло Ландерсона; не без труда задержав Харло и сдав его полиции, Одд навещает свою суеверную домовладелицу Розалию Санчес и идёт на работу. Внезапно закусочная наводняется бодохами, чей интерес привлёк один из посетителей. Закончив смену, Одд встречается со Сторми, работающей в кафе-мороженом в торговом центре и, воспользовавшись психическим магнетизмом, показывает ей пресловутого незнакомца, что из-за волос, похожих на плесень, и специфической фигуры получает от парочки прозвище «Человек-Гриб». Позднее Одд выслеживает «Гриба» в пригороде Пико-Мундо и пробирается в его дом, когда тот уезжает. Внутри парень сталкивается с непонятным явлением — областью абсолютной тьмыи неестественного холода  в одной из комнат, при проходе в которую незначительно перемещается во времени. Вскоре из этой комнаты выбегает орда бодохов, после чего комната становится обычной, и в ней Одд находит несколько папок с досье на различных серийных убийц, а также пустую папку на самого «Гриба» — Боба Робертсона — в которой находится лишь вырванный из календаря листок за 15 августа.

Понимая, что Робертсон замыслил что-то нехорошее на завтрашний день, Одд приезжает домой к Портерам, устроившим барбекю и пригласившим гостей. Учитывая присутствие оных, Одд уводит шефа в сторону и рассказывает Уайатту про «Гриба» и бодохов, утаив некоторые подробности. Шеф отдаёт распоряжение офицеру Берну Эклзу, находящемуся у него в гостях, пробить информацию о Бобе Робертсоне, после чего обещает установить наблюдение за его домом.

Попрощавшись с Портером, Одд навещает Оззи Буна, рассказав ему обо всём случившемся и попросив совета. Когда писатель, привечая гостя, отходит за вином, Ужасный Честер, своенравный кот Оззи, начинает шипеть на что-то, находящееся за окном, и Одд видит там Робертсона, уставившегося на него; попытка проследить за Бобом на участке Оззи ни к чему не приводит, и Одд отправляется на запланированное свидание со Сторми. Свидание Одд и Сторми проводят на колокольне, стоящей в отдалении от жилого массива и закрытой на вечер. Внезапно Одд вновь видит Робертсона, направляющегося к церкви, и ретируется вместе с девушкой. Они успевают сбежать из церкви через заднюю дверь и слышат, как преследователь, оставшийся внутри, громит обстановку.

Одд и Сторми доезжают до боулинг-центра «Дорожки зелёной луны», где Одд с ужасом понимает, что сотрудников именно этого клуба он видел убитыми в своём кошмаре — мало того, конкретно в девушке за стойкой он узнаёт блондинку из сна — единственное лицо, что он запомнил точно. Молодые люди звонят Портеру и сообщают о случившемся и о возможности теракта в боулинг-центре, и шеф отправляет офицера Саймона Варнера следить за входом, чтобы иметь возможность арестовать Робертсона на подхода. Одд и Сторми навещают свою подругу, мать-одиночку Виолу Пибоди, ранее жаловавшуюся на похожие сны, и в спальне её дочерей Одд видит пятерых бодохов; он уговаривает Виолу не идти завтра в людные места, несмотря на то что у одной из девочек будет день рождения, и Виола с детьми уезжает к своей сестре.

Одд и Сторми отправляются в дом последней, заприметив поблизости патрульную машину, предположительно выставленную с целью охраны Сторми от незваного гостя. Одд не остаётся на ночь и идёт домой, выбравшись через чёрный ход, и в своей ванной находит окоченевший труп Робертсона, убитого пулей в сердце, и подброшенный пистолет — кто-то, по всей видимости, сообщник Робертсона, пытается подставить парня, свалив убийство на него. Одд понимает, что тот был убит довольно давно, так что у Оззи и возле церкви его преследовало уже привидение; дыра на груди Боба кажется Одду странной, но из-за брезгливости он не присматривается к ране. Понимая, что находится в невыгодном положении, парень заматывает тело в простынь, засовывает в машину и отвозит за город в заброшенную «Церковь шепчущей кометы» — сомнительное заведение, в разные годы бывшее наркопритоном и борделем. После этого Одд направляется к Портеру, чтобы сообщить тому о смерти Боба и наличии сообщника, но обнаруживает, что на шефа было совершено покушение и тот сейчас в критическом состоянии. Одд приезжает в больницу, чтобы навестить друга.

В позаимствованном у покойного Робертсона бумажнике Одд находит странную чёрную карточку с выдавленными на ней точками шрифта Брайля. От медсестры на посту он узнаёт, что это так называемая «медитативная карточка», а знакомый слепой радиоведущий Шамус Кокобоб определяет закодированное слово — аббревиатура «FOL», означающая «Father of lies». Это одно из имён Дьявола. Одд вновь навещает дом Робертсона, за которым уже не ведётся полицейское наблюдение, и находит у того в морозильнике много частей человеческих тел, а после подвергается нападению со стороны разъярённого призрака Робертсона и убегает.

Не зная, к кому обратиться, Одд под воздействием психического магнетизма доезжает до дома своего отца, нарциссичного бездельника, не надеясь получить от него хоть что-либо путное. По завершении вымученного общения с отцом и его сожительницей Бритни, Одд вспоминает о своей матери и понимает, что тот каким-то образом сможет узнать у неё имя сообщника Робертсона. Мать — социопатка, успешно скрывающая от окружающих своё расстройство — поначалу с виду благосклонно принимает Одда, но когда тот заводит речь о том, что от него зависят жизни людей и он не уедет, пока не получит помощи, впадает в истерику и начинает угрожать сыну пистолетом, как часто делала это в его детстве. Одд вспоминает о дыре в груди Робертсона и вновь навещает его труп, чтобы рассмотреть рану внимательнее. Оказывается, что необычности пулевому отверстию придавала обрамляющая его татуировка — «FOL». Одд вспоминает другую татуировку-аббревиатуру, которую днём ранее видел на руке у Саймона Варнера — «POD» (что значит «Prince of Darkness», или «Князь тьмы») — и окончательно приходит к выводу, что искомым человеком является именно он.

Психический магнетизм выводит Одда на торговый центр, забитый людьми. Следуя своему шестому чувству, Одд спускается в подвальный уровень, где берёт деревянную биту и, остановившись у двери в комнату охранников, ударом по голове вырубает выходящего оттуда человека в лыжной экипировке и с винтовкой в руках. Террористом оказывается Берн Эклз, убивший троих охранников из пистолета и направлявшийся учинить бойню. Одд связывает находящегося без сознания Эклза и забирает его пистолет. Выйдя в галерею торгового центра, Одд видит там Виолу, пришедшую за подарком, и убеждает её покинуть здание, после чего слышит пулемётную очередь в отдалении. Пойдя на звук, он видит тела убитых (в том числе, блондинку из боулинг-центра), в отдалении же к нему спиной стоит отстрелявшего очередную обойму Саймона Варнера. Подойдя ближе, Одд стреляет в Варнера, но, обблеплённый бодохами, несколько раз мажет и некритично ранит врага, прежде чем суметь убить Варнера выстрелом в лицо. Психический магнетизм не прекращает своё действие и приводит Одда на подземную парковку к странному грузовику, как оказалось, набитому взрывчаткой. Несмотря на противодействие со стороны третьего террориста, всадившего в него несколько пуль, Одду удаётся нейтрализовать взрывное устройство, после чего он теряет сознание.

Когда Одд приходит в себя в больнице, друзья, включая идущего на поправку Портера, поочерёдно навещают его, а Сторми проводит с ним всё свободное время. Выясняется, что Варнер, Эклз и их третий подельник, Кевин Госсет, с детства увлекались сатанизмом и планировали заявить о себе, уничтожив какой-нибудь городок среднего размера, и выбор пал на Пико-Мундо, Робертсон же, мечтая поучаствовать в подобном, охотно спонсировал их начинания; сам он в реальности никого не убивал, а части тела в его морозильнике были своеобразным подарком от новых приятелей. Одда как героя осаждают журналисты, поэтому, когда приходит время выписки, Уайатт тайком вывозит молодых людей в дом Сторми, где те несколько дней живут в уединении, заперев дверь и снизив до минимума звук продолжающего звонить телефона. Однажды Одд слышит снаружи голос Терри и открывает дверь; кроме его начальницы, в гости пришли Оззи и чета Портеров. Они говорят, что Сторми погибла в торговом центре, когда Варнер открыл огонь, и теперь им разрешили забрать урну с её прахом. Убитый горем Одд внимает словам друзей и отпускает Сторми, после чего она растворяется в воздухе. Вспоминая о карточке с предсказанием, обещающей им двоим пройти по жизни вместе, Одд даёт себе клятву прожить жизнь так, чтобы быть достойным исполнения этого предсказания, пусть даже на том свете.

## Персонажи

### Главные герои
- Одд Томас — главный герой, обладающий рядом паранормальных талантов, главным из которых является возможность видеть призраков без возможности слышать от них какие бы то ни было звуки; подозревает, что подобный дар мог быть у его тёти Симри, которую никогда не видел, но не в состоянии подтвердить либо опровергнуть догадку. Работает поваром блюд быстрого приготовления в «Пико-Мундо гриль», куда попал благодаря давшей ему шанс Терри Стейнбаум, владелице заведения. В детстве воспитывался преимущественно матерью, не проявлявшей к нему никаких родительских чувств, и лишь изредка оставался на попечении у бабушки-лудоманки, возившей его по казино; отец же в принципе не принимал участия в его воспитании, бросив семью, когда Одду был год от роду, ограничившись щедрыми алиментами и редкими посещениями. Одду свойственно своеобразное чёрное чувство юмора, лишённое, однако, презрительного отношения к окружающим, включая врагов; оно является своеобразным защитным механизмом, выработанным, дабы не сойти с ума от переживаемого. Влюблён в Сторми Ллевелин и верит в предсказание с карточки, полученной от ярмарочного чучела («мумии цыганки»), что им предстоит пройти по жизни рука об руку; при этом, сексом они не занимаются, твёрдо решив отложить его до заключения официального брака.
- Сторми Ллевелин — девушка Одда, работница кафе-мороженого. Настоящее имя — Бронвен . Слегка саркастична, что обусловлено трудным детством: когда она была маленькой, её родители погибли в катастрофе, после чего та некоторое время воспитывалась в приюте, так и не дождавшись хороших приёмных родителей (так, например, один из них оказался педофилом, домогавшимся её по ночам), но в итоге её воспитанием занялся дядя, местный священник. Мечтает уехать из Пико-Мундо, в отличие от Одда, которого устраивает то, что он никогда не покидал границ их округа. Сторми осведомлена о даре Одда и принимает активное участие в расследовании дела «Человека-Гриба».
- шеф Уайатт Портер — глава городской полиции. Крепкий долговязый мужчина с выдающимся подбородком, незнакомым людям может показаться суровым, на деле довольно добродушный человек; многие считают, что он по-отечески относится к Одду, и эти слухи лестны для последнего. В свою очередь, Уайатт готов принимать неотложные звонки от Одда в любое время дня и ночи, создавая для протеже прикрытие, дабы адвокаты преступников не могли добиться их освобождения под предлогом того, что улики добыты не имеющим научного подтверждения путём. Неоднократно звал Одда работать в полицию, но неизменно получал отказ.
- П. Освальд Бун, он же «Маленький Оззи» — страдающий ожирением писатель бестселлеров, проживающий в уединении в доме, построенном на месте ресторана, поэтому возле входа до начала событий книги находилась рекламная скульптура коровы, ночью с 13 на 14 августа взорванная неизвестными; приставку «маленький» в прозвище получил, ибо «Большим Оззи» называют его отца, с которым писатель не в ладах. Обладает шестью пальцами на одной из рук, чем очень гордится; эксцентричен, любит устраивать Одду своеобразные викторины, в процессе разговора приводя цитату кого-нибудь из известных писателей с расчётом на то, чтобы Одд назвал имя автора и произведение. Познакомился с Оддом, когда тот ещё учился в школе, удостоив того призом за лучший рассказ; мальчику не было особой радости от присуждения приза ввиду нежелания излишнего внимания  собственной персоне, однако с тех пор Одд и Оззи стали хорошими друзьями. Несмотря на внешнюю чудаковатость, воспринимается Оддом как своеобразный ментор.
  - Ужасный Честер — кот Оззи, в котором тот души не чает. Кот отвечает хозяину взаимностью, но испытывает к Одду жгучую неприязнь, также взаимную. По ходу действия романа выясняется, что Честер также способен видеть призраков.
- Терри Стейнбаум — 41-однолетняя владелица «Пико-Мундо гриль», также относится к числу наставников Одда. Рано потеряв мужа, умершего из-за рака, не пала духом и посвятила жизнь Элвису, к началу событий романа обладая энциклопедическими знаниями о его жизни.
- Виола Пибоди — темнокожая официантка в гриле, брошенная мужем на произвол судьбы с двумя детьми. Подруга Одда, Сторми и Терри, но о даре Одда не осведомлена, довольствуясь неправильно истолковываемыми слухами. В ночь с 13 на 14 августа видит в кошмаре своё лицо, пробитое пулей; поначалу Одд не воспринимает это всерьёз, но, увидев стайку бодохов в спальне дочерей Виолы, понимает, что сон может оказаться пророческим.
- Роберт «Боб» Робертсон, он же «Человек-гриб»— странный человек, проживающий в соседнем городке Кампс-Энде. Как выясняется в процессе романа, увлекается коллекционированием досье на серийных и массовых убийц, загодя приготовив пустую папку для досье про самого себя. После убийства матери троицей сатанистов, выдавшими оное за несчастный случай, унаследовал большое состояние, за счёт которого финансировал деятельность пресловутого трио, надеясь с их помощью воплотить в жизнь мечту о массовом убийстве, однако был убит новоявленными друзьями при риске, что на них выйдут через Робертсона, после чего стал преследовать Одда в качестве мстительного духа.

### Второстепенные
- Карла Поттер — любящая жена Уайатта, также весьма радушно относится к Одду; когда муж получает ранение, вносит парня в число лиц, которым разрешено посещение Уайатта в больнице.
- Отец Одда — безответственный, оторванный от жизни 45-летний мужчина, бросивший мать Одда с годовалым сыном. Унаследовав большой попечительский фонд, ни дня в жизни не работал; старается жить в исключительно своё удовольствие, вечно недоволен количеством денег в своём распоряжении и пытается обогатиться за счёт различных афер (так, например, на начало действия романа решил продавать участки на Луне). Имеет трудности с живым общением, окружающими, включая Одда, расценивается с лёгким презрением из-за сугубо гедонистического мировоззрения. Часто меняет сожительниц, так как для него важно, чтобы те выглядели сильно молодо, также приветствует умеренно агрессивное поведение со стороны пассий.
- Мать Одда — сорокалетняя женщина, внешне привлекательная и выглядящая сильно моложе своего возраста. Примерно в шестнадцать лет получила некую психологическую травму, после чего в ней развилась социопатия, но ввиду не особо яркого проявления в те годы и умения скрывать недуг на людях, длительного лечения в психиатрической клинике удалось избежать. Как и отец Одда, никогда не работала, так как денег с алиментов хватает ей на безбедную жизнь.Не испытывает к сыну материнских чувств; в детстве Олла, когда тот особенно настойчиво искал в ней утешения, сначала отдалялась от сына в другие комнаты, потом переходила на ругань и, в конце концов, начинала угрожать ребёнку заряженным пистолетом, снятым с предохранителя, вследствие чего повзрослевший Одд решил для себя, что больше никогда сознательно не переступит порог её дома. Очередной своей истерикой с участием пистолета наводит сына на мысль, где искать зацепки.
- Саймон Варнер — офицер полиции, несколько месяцев назад переведшийся на службу в Пико-Мундо; впервые появляется как дежурный полицейский, отправленный Портером следить за входом в торговый центр; внешне выглядит как крепкий молодой человек с добрым лицом и сонными глазами (Одд про себя сравнивает его со среднестатистическим ведущим детской передачи, спящим медвежонком и Робертом Митчемом). На самом же деле, Варнер является главой банды сатанистов, внедрившихся в полицию и планирующих серию терактов по всему городу. Убил Робертсона выстрелом в грудь и подкинул труп в квартиру Одда, чтобы по возможности подставить его и вывести из игры.
- Берн Эклз — другой офицер полиции, присутствовал на ленче у Портеров, когда Одд принёс вести о Робертсоне. Также сатанист, после приказа от Портера выяснить информацию о Робертсоне позвонил Варнеру, чтобы тот убил их сообщника.
- Кевин Госсет — третий участник банды сатанистов. В отличие от друзей, пошёл работать не в полицию, а в школу, дабы развращать юные умы. Был водителем грузовика, начинённого взрывчаткой, пытался застрелить Одда при нейтрализации им взрывного устройства. В дальнейшем именно Госсет выложил всю подноготную о деятельности их группы.
- Элвис Пресли — дух короля рок-н-ролла, по неизвестным причинам обитающий в Пико-Мундо. Несмотря на невозможность полноценного общения, поддерживает с юношей дружеские отношения. В отличие от других призраков, волен представать в разных образах, ни разу не удостоив Одда своим внешним состоянием во время смерти. Временами начинает плакать без видимых причин — Одд подозревает, что Элвис способен предвидеть будущие события, в том числе трагедию 15 августа.
- Бритни — нынешняя сожительница отца Одда. Высокомерна, открыто враждебно относится к Одду, высказывая нелестные комментарии в его адрес и ревнуя его к отцовским деньгам, при том что сама живёт на полном обеспечении, а сына Томас-старший никогда деньгами не баловал.
- Лизетт Райан — подруга Карлы, мастер по накладным ногтям. Добродушная молодая блондинка, всерьёз увлечённая своей работой и радующаяся пусть незначительному, но карьерному росту. По-мнению Одда, Карла пыталась сосватать её и Эклза.
- Шамус Кокобоб — слепой с детства темнокожий радиоведущий, обладатель приятного бархатистого голоса; несмотря на слепоту, весел и жизнерадостен. Ведёт музыкальную передачу для полуночников, забивая эфир абсолютно любой музыкой на своё личное усмотрение. Дружелюбно относится к Одду; к нему последний обращается, чтобы расшифровать слово, написанное на медитативной карточке шрифтом Брайля.
- Том Джедд — один из призраков, не имеющих незаконченных дел, но не желающих покинуть мир живых. Погиб в автоаварии, при которой, помимо прочего, потерял руку, так что всякий раз при виде Одда пытается развеселить того, играя с оторванной рукой.

## Особенности
Повествованиеромана ведётся от первого лица; в предисловии указывается, что приведённый текст — рукопись Одда, адресованная Оззи по настоянию последнего. В книге много внимания уделяется фигуре Элвиса Пресли: его дух является другом главного героя, неоднократно навещающим его, владелица гриля Терри Стейнбаум посвятила жизнь увлечению жизнью и творчеством Пресли, а теракт подчёркнуто запланирован на 15 августа — число между датами смерти матери Элвиса и его самого. Также много внимания уделяется жаре пустыни Мохаве.

## Экранизация
В 2013 году вышел одноимённый фильм Стивена Соммерса; роль титульного персонажа исполнил Антон Ельчин. Фильм достаточно точно следует книге, опуская некоторые детали и уменьшив роли ряда персонажей, что подмечал сам Кунц, в целом оставшийся фильмом доволен.